# 537
537 (DXXXVII) je bilo navadno leto, ki se je po julijanskem koledarju začelo na četrtek.

## Dogodki
- 1. januar
- Prvo obleganje Rima (537–538)

## Smrti
- Šjao Dzišjan, kitajski zgodovinar (* 489)